# Andreea Mitu
Cristina-Andreea Mitu (Bucarest, 22 settembre 1991) è una tennista romena.

## Carriera
Ha vinto 20 titoli ITF in singolare e 25 in doppio.
Al Torneo di Wimbledon 2014 supera le qualificazioni battendo in serie Sachia Vickery, Luksika Kumkhum e Irina Falconi. Nel main draw viene sconfitta al primo turno dalla testa di serie numero 4 Agnieszka Radwańska per 2-6, 1-6.
Alla Family Circle Cup 2015 di Charleston, raggiunge il terzo turno battendo Varvara Lepchenko e Ajla Tomljanović, per poi essere sconfitta dalla statunitense Madison Keys.
In Fed Cup, durante gli spareggi del World Group tra Romania e Canada, Andreea Mitu batte sorprendentemente la numero 6 del mondo Eugenie Bouchard con il punteggio di 4-6, 6-4, 6-1.
Agli Open di Francia 2015, ottiene il miglior risultato di sempre in un torneo del Grande Slam, gli ottavi di finale. Al primo turno batte la wild-card francese Alizé Lim per 6-3, 6-2. Al secondo turno sconfigge a sorpresa la 12ª testa di serie, la ceca Karolína Plíšková in rimonta con il punteggio di 2-6, 7–6(5), 6-4. Al terzo turno ottiene un'altra grande vittoria, ha la meglio sulla ex vincitrice di questo torneo, l'italiana Francesca Schiavone, imponendosi con lo score di 7-5, 6-4. Agli ottavi, viene eliminata da un'altra sorpresa del torneo, la promettente giovane belga Alison Van Uytvanck, nettamente per 1-6, 3-6. Questo risultato le permette di migliorare ulteriormente il ranking, infatti, l'8 giugno è posizionata al numero 68 del mondo, miglior piazzamento in carriera.

## Statistiche WTA

### Doppio

#### Vittorie (4)
| Legenda               |
| --------------------- |
| Grande Slam (0)       |
| Ori Olimpici (0)      |
| WTA Finals (0)        |
| Premier Mandatory (0) |
| Premier 5 (0)         |
| Premier (0)           |
| International (4)     |

| N. | Data           | Torneo                      | Superficie  | Compagna           | Avversarie in finale                   | Punteggio        |
| 1. | 24 aprile 2016 | Istanbul Cup, Istanbul      | Terra rossa | İpek Soylu         | Xenia Knoll Danka Kovinić              | w/o              |
| 2. | 24 luglio 2016 | Swedish Open, Båstad        | Terra rossa | Alicja Rosolska    | Lesley Kerkhove Lidzija Marozava       | 6-3, 7-5         |
| 3. | 22 luglio 2018 | BRD Bucarest Open, Bucarest | Terra rossa | Irina-Camelia Begu | Danka Kovinić Maryna Zanevs'ka         | 6-3, 6-4         |
| 4. | 14 aprile 2019 | Ladies Open Lugano, Lugano  | Terra rossa | Sorana Cîrstea     | Veronika Kudermetova Galina Voskoboeva | 1-6, 6-2, [10-8] |

#### Sconfitte (1)
| Legenda               |
| --------------------- |
| Grande Slam (0)       |
| Argenti Olimpici (0)  |
| WTA Finals (0)        |
| Premier Mandatory (0) |
| Premier 5 (0)         |
| Premier (0)           |
| International (1)     |

| N. | Data           | Torneo                      | Superficie  | Compagna           | Avversarie in finale            | Punteggio |
| 1. | 19 luglio 2015 | BRD Bucarest Open, Bucarest | Terra rossa | Patricia Maria Țig | Oksana Kalašnikova Demi Schuurs | 2-6, 2-6  |

## Circuito WTA 125

### Doppio

#### Vittorie (1)
| N. | Data             | Torneo                       | Superficie  | Compagna         | Avversarie in finale                   | Punteggio |
| 1. | 6 settembre 2020 | TK Sparta Prague Open, Praga | Terra rossa | Lidzija Marozava | Giulia Gatto-Monticone Nadia Podoroska | 6-4, 6-4  |

## Statistiche ITF

### Singolare

#### Vittorie (20)
| Torneo $100.000 (0) |
| Torneo $80.000 (0)  |
| Torneo $75.000 (0)  |
| Torneo $60.000 (1)  |
| Torneo $50.000 (0)  |
| Torneo $40.000 (0)  |
| Torneo $25.000 (10) |
| Torneo $15.000 (4)  |
| Torneo $10.000 (5)  |

| N.  | Data              | Torneo                                       | Superficie  | Avversaria in finale      | Score            |
| 1.  | 20 maggio 2007    | Distrigaz Sud, Galați                        | Terra rossa | Cristina Celani           | 6-0, 7-5         |
| 2.  | 25 luglio 2010    | ITF Women's Circuit Bucharest, Bucarest      | Terra rossa | Elora Dabija              | 7-5, 7-5         |
| 3.  | 4 settembre 2011  | Mamaia Idu Trophy, Mamaia                    | Terra rossa | Inés Ferrer Suárez        | 6-3, 6-0         |
| 4.  | 26 febbraio 2012  | GD Tennis Academy, Adalia                    | Terra rossa | Mana Ayukawa              | 6-3, 6-0         |
| 5.  | 27 maggio 2012    | ITF Women's Circuit Timișoara, Timișoara     | Terra rossa | Viktória Maľová           | 6-2, 6-0         |
| 6.  | 3 giugno 2012     | Zubr Cup, Přerov                             | Terra rossa | Martina Kubičíková        | 6-2, 6-3         |
| 7.  | 16 settembre 2012 | Allianz Cup, Sofia                           | Terra rossa | Sharon Fichman            | 6-4, 3-6, 6-3    |
| 8.  | 20 aprile 2014    | Forte Village International Tournament, Pula | Terra rossa | Sara Sorribes Tormo       | 6-4, 6-3         |
| 9.  | 6 luglio 2014     | Open GDF SUEZ de la Porte du Hainaut, Denain | Terra rossa | Fiona Ferro               | 4-6, 6-2, 6-1    |
| 10. | 20 luglio 2014    | Darmstadt Tennis International, Darmstadt    | Terra rossa | Viktorija Golubic         | 6-2, 6-1         |
| 11. | 31 agosto 2014    | Mamaia Idu Trophy, Mamaia                    | Terra rossa | Tereza Martincová         | 6-2, 6-4         |
| 12. | 14 settembre 2014 | Allianz Cup, Sofia                           | Terra rossa | Viktorija Kan             | 6-4, 4-6, 6-3    |
| 13. | 28 settembre 2014 | Royal Cup NLB Montenegro, Podgorica          | Terra rossa | Vitalija D'jačenko        | 6-1, 6-4         |
| 14. | 28 febbraio 2015  | Circuito Feminino Future de Tênis, Campinas  | Terra rossa | Olivia Rogowska           | 6-3, 3-6, 6-2    |
| 15. | 13 novembre 2016  | Slovak Open, Bratislava                      | Cemento (i) | Denisa Allertová          | 6-2, 6-3         |
| 16. | 12 marzo 2017     | Tennis Organisation, Adalia                  | Terra rossa | Ayla Aksu                 | 6-2, 6-3         |
| 17. | 7 luglio 2018     | Trofeul Municipiului Focsani, Focșani        | Terra rossa | Oana Georgeta Simion      | 6-4, 6-4         |
| 18. | 25 agosto 2019    | Servimat Open, Wanfercée-Baulet              | Terra rossa | Sinja Kraus               | 6-4, 6-3         |
| 19. | 22 settembre 2019 | Trofeul Ilie Nastase, Arad                   | Terra rossa | Irene Burillo Escorihuela | 6(5)-7, 6-4, 6-4 |
| 20. | 3 settembre 2023  | Kuchyně Gorenje Prague Open, Praga           | Terra rossa | Sára Bejlek               | 7-6(1), 2-6, 6-3 |

#### Sconfitte (14)
| Torneo $100.000 (0) |
| Torneo $80.000 (0)  |
| Torneo $75.000 (0)  |
| Torneo $60.000 (0)  |
| Torneo $50.000 (2)  |
| Torneo $40.000 (0)  |
| Torneo $25.000 (4)  |
| Torneo $15.000 (3)  |
| Torneo $10.000 (5)  |

| N.  | Data              | Torneo                                        | Superficie  | Avversaria in finale    | Score         |
| 1.  | 6 maggio 2007     | Trofeul Distrigaz Sud, Bucarest               | Terra rossa | Simona Halep            | 6(5)-7, 0-6   |
| 2.  | 10 giugno 2007    | GDF SUEZ Trofeul Ilie Nastase, Pitești        | Terra rossa | Natalia Orlova          | 6–4, 5–7, 5–7 |
| 3.  | 9 settembre 2007  | Trofeul Distrigaz Sud, Brașov                 | Terra rossa | Irina-Camelia Begu      | 6(2)-7, 2-6   |
| 4.  | 14 novembre 2010  | GD Tennis Cup, Adalia                         | Cemento     | Vlada Ėkšibarova        | 2–6, 6–4, 2–6 |
| 5.  | 14 agosto 2011    | Trofeul Academia de Tenis Herastrau, Bucarest | Terra rossa | Cristina Dinu           | 6(5)-7, 4–6   |
| 6.  | 17 giugno 2012    | Trofeul Popeci, Craiova                       | Terra rossa | María Teresa Torró Flor | 3-6, 4-6      |
| 7.  | 20 settembre 2014 | Izida Cup, Dobrič                             | Terra rossa | Evgenija Rodina         | 6-3, 5-7, 3-6 |
| 8.  | 15 febbraio 2015  | Circuito Feminino Future de Tênis, São Paulo  | Terra rossa | Laura Pous Tió          | 2-6, 2-6      |
| 9.  | 8 novembre 2015   | Open GDF SUEZ Nantes Atlantique, Nantes       | Cemento (i) | Mathilde Johansson      | 3-6, 4-6      |
| 10. | 28 febbraio 2016  | Circuito Feminino Future de Tênis, São Paulo  | Terra rossa | Sara Sorribes Tormo     | 5-7, 1-6      |
| 11. | 1º luglio 2018    | Trofeul Curtea de Argeș, Curtea de Argeș      | Terra rossa | Miriam Bulgaru          | 4-6, 5-7      |
| 12. | 12 agosto 2018    | Trofeul Ilie Nastase, Arad                    | Terra rossa | Nefisa Berberović       | 3–6, 6–0, 4–6 |
| 13. | 15 settembre 2019 | Trofeul Municipiului Focsani, Focșani         | Terra rossa | Laura Schaeder          | 2-6, 2-6      |
| 14. | 29 ottobre 2023   | Women's Heraklion, Heraklion                  | Terra rossa | Irina Bara              | 2-6, 1-6      |

### Doppio

#### Vittorie (25)
| Torneo $100.000 (4) |
| Torneo $80.000 (0)  |
| Torneo $75.000 (0)  |
| Torneo $60.000 (3)  |
| Torneo $50.000 (0)  |
| Torneo $40.000 (1)  |
| Torneo $25.000 (8)  |
| Torneo $15.000 (2)  |
| Torneo $10.000 (7)  |

| N.  | Data              | Torneo                                                          | Superficie    | Compagna                   | Avversarie in finale                        | Punteggio              |
| 1.  | 9 agosto 2009     | Trofeul Ilie Nastase, Arad                                      | Terra rossa   | Diana Enache               | Ionela-Andreea Iova Ioana Ivan              | 6-3, 7-5               |
| 2.  | 14 marzo 2010     | GD Tennis Cup, Adalia                                           | Terra rossa   | Diana Enache               | Evelyn Mayr Julia Mayr                      | 6(6)-7, 6-1, [11-9]    |
| 3.  | 25 luglio 2010    | ITF Women's Circuit Bucharest, Bucarest                         | Terra rossa   | Diana Enache               | Dessislava Mladenova Dalia Zafirova         | 6-3, 6-1               |
| 4.  | 8 ottobre 2011    | Izida Cup, Dobrič                                               | Terra rossa   | Diana Marcu                | Laura-Ioana Andrei Cristina Dinu            | 4-6, 6-3, [10-6]       |
| 5.  | 21 gennaio 2012   | GD Tennis Academy, Adalia                                       | Terra rossa   | Cristina Dinu              | Diana Marcu Liana Ungur                     | 7-6(3), 6-2            |
| 6.  | 28 gennaio 2012   | GD Tennis Academy, Adalia                                       | Terra rossa   | Cristina Dinu              | Yumi Nakano Ekaterina Jašina                | w/o                    |
| 7.  | 27 maggio 2012    | ITF Women's Circuit Timișoara, Timișoara                        | Terra rossa   | Teodora Mirčić             | Lina Ǵorčeska Dalia Zafirova                | 6-1, 6-2               |
| 8.  | 20 aprile 2014    | Forte Village International Tournament, Pula                    | Terra rossa   | Stefana Andrei             | Audrey Albié Manon Peral                    | 7-6(5), 6-2            |
| 9.  | 29 agosto 2014    | Mamaia Idu Trophy, Mamaia                                       | Terra rossa   | Irina-Maria Bara           | Georgia Andreea Craciun Patricia Maria Tig  | 6-4, 6-1               |
| 10. | 19 settembre 2014 | Izida Cup, Dobrič                                               | Terra rossa   | Irina-Maria Bara           | Réka-Luca Jani Isabella Šinikova            | 7-5, 7-6(5)            |
| 11. | 13 febbraio 2015  | Circuito Feminino Future de Tênis, San Paolo                    | Terra rossa   | Danka Kovinić              | Tatiana Búa Paula Cristina Gonçalves        | 6-2, 7-5               |
| 12. | 31 ottobre 2015   | Internationaux Féminins de la Vienne, Poitiers                  | Cemento (i)   | Monica Niculescu           | Stéphanie Foretz Amandine Hesse             | 6(5)-7, 7-6(2), [10-8] |
| 13. | 8 maggio 2016     | Open GDF SUEZ de Cagnes-sur-Mer Alpes-Maritimes, Cagnes-sur-Mer | Terra rossa   | Demi Schuurs               | Xenia Knoll Aleksandra Krunić               | 6-4, 7-5               |
| 14. | 1º luglio 2018    | ITF Women's Circuit Curtea de Arges, Curtea de Argeș            | Terra rossa   | Elizabeth Mandlik          | Anna Turati Bianca Turati                   | 6-4, 7-5               |
| 15. | 6 luglio 2018     | Trofeul Municipiului Focsani, Focșani                           | Terra rossa   | Oana Georgeta Simion       | Selma Stefania Cadar Anastasija Kharitonova | 4-6, 6-2, [10-6]       |
| 16. | 8 settembre 2018  | Montreux Ladies Open, Montreux                                  | Terra rossa   | Elena-Gabriela Ruse        | Laura Pigossi Maryna Zanevs'ka              | 4-6, 6-3, [10-4]       |
| 17. | 3 novembre 2018   | Forte Village International Tournament, Pula                    | Terra rossa   | Cristina Dinu              | Federica Di Sarra Anastasia Grymalska       | w/o                    |
| 18. | 21 settembre 2019 | Trofeul Ilie Nastase, Arad                                      | Terra rossa   | Başak Eraydın              | Oana Gavrila Andreea Roșca                  | 6-0, 6-1               |
| 19. | 29 febbraio 2020  | Altenkirchen Ladies Open, Altenkirchen                          | Sintetico (i) | Laura Ioana Paar           | Anna Popescu Chiara Scholl                  | 7-5, 6-2               |
| 20. | 17 aprile 2021    | Oeiras Ladies Open, Oeiras                                      | Terra rossa   | Lidzija Marozava           | Marina Mel'nikova Conny Perrin              | 3–6, 6–4, [10–3]       |
| 21. | 25 febbraio 2022  | Engie Open de la Ville de Macon, Mâcon                          | Cemento (i)   | Xenia Knoll                | Emily Appleton Ali Collins                  | 6-1, 6-1               |
| 22. | 1º aprile 2023    | BTC Murska Sobota Open, Murska Sobota                           | Cemento (i)   | Harriet Dart               | Magali Kempen Xenia Knoll                   | w/o                    |
| 23. | 22 aprile 2023    | Koper Open, Capodistria                                         | Terra rossa   | Irina Bara                 | Suzan Lamens Kaylah McPhee                  | 6-2, 6-3               |
| 24. | 24 novembre 2023  | Open Ciudad de Valencia, Valencia                               | Terra rossa   | Valentini Grammatikopoulou | Aliona Bolsova Natela Dzalamidze            | 7-5, 6-4               |
| 25. | 15 giugno 2024    | Engie Open de Biarritz, Biarritz                                | Terra rossa   | Irina Bara                 | Estelle Cascino Carole Monnet               | 6-3, 3-6, [10-7]       |

#### Sconfitte (14)
| Torneo $100.000 (0) |
| Torneo $80.000 (0)  |
| Torneo $75.000 (0)  |
| Torneo $60.000 (3)  |
| Torneo $50.000 (1)  |
| Torneo $40.000 (1)  |
| Torneo $25.000 (1)  |
| Torneo $15.000 (1)  |
| Torneo $10.000 (7)  |

| N.  | Data              | Torneo                                                 | Superficie  | Compagna                | Avversarie in finale                   | Punteggio           |
| 1.  | 2 agosto 2008     | Trofeul Ilie Nastase, Arad                             | Terra rossa | Elora Dabija            | Laura-Ioana Andrei Diana Enache        | 6–2, 2–6, [6–10]    |
| 2.  | 13 dicembre 2008  | Femenino Ciudad de Benicarló, Benicarló                | Terra rossa | Simona Matei            | Neda Kozić Biljana Pavlova             | 4–6, 6(3)-7         |
| 3.  | 30 maggio 2009    | GDF SUEZ Trofeul Ilie Nastase, Pitești                 | Terra rossa | Diana Enache            | Alexandra Damaschin Camelia Hristea    | 1-6, 4-6            |
| 4.  | 6 giugno 2009     | GDF SUEZ Trofeul Ilie Nastase, Bucarest                | Terra rossa | Simona Matei            | Laura-Ioana Andrei Ioana Gașpar        | 3–6, 6(3)-7         |
| 5.  | 13 giugno 2009    | GDF SUEZ Trofeul Ilie Nastase, Bucarest                | Terra rossa | Ionela-Andreea Iova     | Ioana Gașpar Simona Matei              | 6(6)-7, 1-6         |
| 6.  | 22 maggio 2010    | ITF Women's Circuit Bucharest, Bucarest                | Terra rossa | Diana Enache            | Laura-Ioana Andrei Mădălina Gojnea     | 4–6, 6–3, [7–10]    |
| 7.  | 13 agosto 2011    | Trofeul Academia de Tenis Herastrau, Bucarest          | Terra rossa | Alexandra Damaschin     | Cristina Dinu Camelia Hristea          | 6–1, 6(6)-7, [4–10] |
| 8.  | 10 novembre 2013  | Kemer Cup, Istanbul                                    | Cemento (i) | Tadeja Majerič          | Nigina Abduraimova Maria Elena Camerin | 3-6, 6-2, [8-10]    |
| 9.  | 26 gennaio 2019   | Open GDF SUEZ 42, Andrézieux-Bouthéon                  | Cemento (i) | Elena-Gabriela Ruse     | Cornelia Lister Renata Voráčová        | 1-6, 2-6            |
| 10. | 9 febbraio 2019   | Open GDF Suez De L'Isere, Grenoble                     | Cemento (i) | Elena-Gabriela Ruse     | Estelle Cascino Elixane Lechemia       | 2–6, 2–6            |
| 11. | 14 settembre 2019 | Trofeul Municipiului Focsani, Focșani                  | Terra rossa | Gabriela Nicole Tătăruș | Oana Gavrilă Andreea Roșca             | 6-1, 2-6, [4-10]    |
| 12. | 25 marzo 2023     | TK Brankit Open, Maribor                               | Cemento (i) | Irina Bara              | Sof'ja Lansere Anastasija Tichonova    | 3-6, 2-6            |
| 13. | 15 aprile 2023    | Axion Open, Chiasso                                    | Terra rossa | Nadia Podoroska         | Emily Appleton Julia Lohoff            | 1-6, 2-6            |
| 14. | 7 luglio 2023     | Open International Féminin de Montpellier, Montpellier | Terra rossa | Julia Lohoff            | Amina Anšba Sof'ja Lansere             | 3-6, 4-6            |

## Risultati in progressione
| Sigla | Risultato               |
| ----- | ----------------------- |
| V     | Vincitore               |
| F     | Finalista               |
| SF    | Semifinalista           |
| O     | Oro olimpico            |
| A     | Argento olimpico        |
| SF    | Bronzo olimpico         |
| QF    | Quarti di Finale        |
| 4T    | Quarto turno            |
| 3T    | Terzo turno             |
| 2T    | Secondo turno           |
| 1T    | Primo turno             |
| RR    | Round Robin             |
| LQ    | Turno di qualificazione |
| A     | Assente                 |
| ND    | Non disputato           |

| Legenda superfici    |
| -------------------- |
| Cemento              |
| Terra battuta        |
| Erba                 |
| Superficie variabile |

### Singolare nei tornei del Grande Slam
| Torneo          | 2014 | 2015 | 2016 | 2017 | 2018 | 2019 | 2020 | 2021 | 2022 | 2023 | V--S |
| --------------- | ---- | ---- | ---- | ---- | ---- | ---- | ---- | ---- | ---- | ---- | ---- |
| Australian Open | Q2   | Q2   | 1T   | A    | A    | A    | A    | A    | A    | A    | 0-1  |
| Open di Francia | Q1   | 4T   | Q3   | A    | A    | A    | A    | A    | A    | A    | 3-1  |
| Wimbledon       | 1T   | 1T   | Q2   | A    | A    | A    | ND   | A    | A    | A    | 0-2  |
| US Open         | Q1   | 1T   | Q1   | A    | A    | A    | A    | A    | A    | A    | 0-1  |
| Totale          | 0-1  | 3-3  | 0-1  | 0-0  | 0-0  | 0-0  | 0-0  | 0-0  | 0-0  | 0-0  | 3-5  |

### Doppio nei tornei del Grande Slam
| Torneo          | 2014 | 2015 | 2016 | 2017 | 2018 | 2019 | 2020 | 2021 | 2022 | 2023 | V--S |
| --------------- | ---- | ---- | ---- | ---- | ---- | ---- | ---- | ---- | ---- | ---- | ---- |
| Australian Open | A    | A    | A    | A    | A    | A    | A    | 2T   | A    | A    | 1-1  |
| Open di Francia | A    | A    | A    | A    | A    | 1T   | 3T   | 2T   | A    | A    | 3-3  |
| Wimbledon       | A    | A    | Q2   | A    | A    | 1T   | ND   | 2T   | A    | A    | 1-2  |
| US Open         | A    | 1T   | 1T   | A    | A    | A    | A    | 2T   | A    | A    | 1-3  |
| Totale          | 0-0  | 0-1  | 0-1  | 0-0  | 0-0  | 0-2  | 2-1  | 4-4  | 0-0  | 0-0  | 6-9  |

## Vittorie contro giocatrici Top 10
| Stagione | 2015 | Totale |
| Vittorie | 2    | 2      |

| #    | Giocatrice       | Ranking | Evento                    | Superficie  | Turno | Punteggio     | Rank. AMR |
| ---- | ---------------- | ------- | ------------------------- | ----------- | ----- | ------------- | --------- |
| 2015 |                  |         |                           |             |       |               |           |
| 1.   | Eugenie Bouchard | 7       | Fed Cup, Montréal         | Cemento (i) | WG PO | 4-6, 6-4, 6-1 | 104       |
| 2.   | Lucie Šafářová   | 7       | Austria Ladies Linz, Linz | Cemento (i) | 1T    | 6-3, 6-4      | 95        |